# KA Akureyri
Knattspyrnufélag Akureyrar, bekannter als KA Akureyri ist ein isländischer Mehrspartensportverein. Es existiert eine Männer- sowie Frauenfußballabteilung, Judoabteilung, Volleyballabteilung und eine Handballabteilung. Die Fußballmänner spielen seit der Saison 2017 wieder in der höchsten isländischen Fußballliga.

## Fußball

### Geschichte
Der Verein wurde am 8. Januar 1928 als KA Akureyri gegründet und fusionierte noch im gleichen Jahr mit Þór Akureyri zu ÍB Akureyri. 1974 wurde die Fusion gelöst und KA nahm wieder eigenständig am Spielbetrieb teil. In den 1970er und 1980er Jahren spielte KA mit Unterbrechungen in der höchsten isländischen Liga und feierte mit dem Gewinn der Isländischen Fußballmeisterschaft im Jahr 1989 seinen ersten Titel. In den Folgejahren konnte der Verein nicht mehr an diese Erfolge anknüpfen und spielte meist nur noch zweitklassig. Zur Saison 2017 stieg die Mannschaft wieder in die Pepsideild auf. In der Saison 2022 gelang mit dem 2. Platz die Teilnahme an der Qualifikation zur UEFA Europa Conference League 2023/24.

### Erfolge
- Nationaler Meister (Fußball): 1989
- Isländischer Supercup: 1990
- Isländischer Cupsieger: 2024
- Isländischer Cupfinalist: 1992, 2001, 2004, 2023

### Europapokalbilanz
| Saison  | Wettbewerb                    | Runde                  | Gegner               | Gesamt          | Hin     | Rück          |
| ------- | ----------------------------- | ---------------------- | -------------------- | --------------- | ------- | ------------- |
| 1990/91 | Europapokal der Landesmeister | 1. Runde               | ZSKA Sofia           | 1:3             | 1:0 (H) | 0:3 (A)       |
| 2003    | UEFA Intertoto Cup            | 1. Runde               | FK Sloboda Tuzla     | 2:2 (2:3 i. E.) | 1:1 (H) | 1:1 n. V. (A) |
| 2023/24 | UEFA Europa Conference League | 1. Qualifikationsrunde | Connah’s Quay Nomads | 4:0             | 2:0 (H) | 2:0 (A)       |
| 2023/24 | UEFA Europa Conference League | 2. Qualifikationsrunde | Dundalk FC           | 5:3             | 3:1 (H) | 2:2 (A)       |
| 2023/24 | UEFA Europa Conference League | 3. Qualifikationsrunde | FC Brügge            | 2:10            | 1:5 (A) | 1:5 (H)       |
| 2025/26 | UEFA Conference League        | 2. Qualifikationsrunde | Silkeborg IF         | 3:4             | 1:1 (A) | 2:3 n. V. (H) |

Gesamtbilanz: 12 Spiele, 4 Siege, 4 Unentschieden, 4 Niederlagen, 17:22 Tore (Tordifferenz −5)

## Handball

### Erfolge
- Nationaler Meister: 1997, 2002

### Bekannte Handballspieler
Zu den Spielern gehörten Alfreð Gíslason, Andrius Stelmokas, Árni Þór Sigtryggsson, Guðjón Valur Sigurðsson und Leonid Michajljutenko.